# 奧本 (緬因州)
奧本是美國緬因州的一個城市、安德羅斯科金縣的縣治，位於安德羅斯科金河西岸，對岸為刘易斯顿。根據2000年人口普查，本城共有人口23,690人。
1868年設鎮，因北美殖民地戰爭而延遲設鎮。

## 地理
蒙荷里的座標為44°5′21″N 70°14′29″W / 44.08917°N 70.24139°W（44.089173,-70.241437）。根據2000年人口普查，本城面積為65.74平方英里（170.27平方），其中59.33平方英里（153.66平方）為陸地，6.41平方英里（16.60平方）為水域。